# Rainbow Quest
Rainbow Quest (1981-2007) est un cheval de course pur-sang anglais né aux États-Unis, par Blushing Groom et I Will Follow, par Herbager. 

## Carrière de courses
Déjà l'un des ténors de sa génération à 2 ans (deuxième d'El Gran Señor dans les Dewhurst Stakes), Rainbow Quest emprunte la voie classique des 3 ans. Après une seconde place dans les Craven Stakes, il termine 4e des 2000 Guinées, mais s'épanouit sur les distances supérieures au mile. Il traverse ainsi la Manche pour se classer troisième derrière Darshaan et Sadler's Wells dans le "Jockey-Club des étalons", puis fait mieux encore dans l'Irish Derby, terminant une nouvelle fois deuxième d'El Gran Señor. Lauréat par la suite des Great Voltigeur Stakes, il figure parmi les favoris du Prix de l'Arc de Triomphe où, pour la seule fois de sa carrière, il échoue complètement, terminant dans le lointain tandis que triomphe un certain Sagace.
Resté à l'entraînement à 4 ans, Rainbow Quest gagne la Coronation Cup puis, dans les Eclipse Stakes, se heurte à Pebbles, qui devient la première pouliche à s'imposer dans cette épreuve. Troisième des King George derrière Petoski et la championne Oh So Sharp, il retrouve à l'automne Longchamp et l'Arc, où l'attend le tenant du titre, le champion Sagace. Cette édition 1985 allait faire couler beaucoup d'encre : Sagace passe le poteau en vainqueur, devenant le premier cheval depuis Alleged à réaliser un doublé dans l'Arc, mais non sans verser sur sa gauche et bousculer légèrement, par deux fois, Rainbow Quest qui, après une interminable enquête, est déclaré vainqueur sur le tapis vert. Sagace l'aurait-il emporté de toute façon, même sans avoir gêné son adversaire ? La question restera éternellement sans réponse. En tout cas, c'est sur cette victoire controversée que Rainbow Quest se retire au haras.

### Résumé de carrière
| Date         | Hippodrome   | Pays        | Course                                  | Statut      | Distance    | Jockey      | Place       | Écart       | Vainqueur ou deuxième |
| 1983, 2 ans  | 1983, 2 ans  | 1983, 2 ans | 1983, 2 ans                             | 1983, 2 ans | 1983, 2 ans | 1983, 2 ans | 1983, 2 ans | 1983, 2 ans | 1983, 2 ans           |
| ------------ | ------------ | ----------- | --------------------------------------- | ----------- | ----------- | ----------- | ----------- | ----------- | --------------------- |
| 26 juin      | Newmarket    | Royaume-Uni | Maiden                                  |             | 1 400 m     | P. Eddery   | 1er / 30    | 2           | Bonjour               |
| 16 septembre | Newbury      | Royaume-Uni | Haynes Hanson Clark Stakes              |             | 1 600 m     | P. Eddery   | 1er / 21    | 1 ½         | Duelling              |
| 15 octobre   | Newmarket    | Royaume-Uni | Dewhurst Stakes                         | Gr. 1       | 1 400 m     | S. Cauthen  | 2e / 10     | 1/2         | El Gran Señor         |
| 1984, 3 ans  |              |             |                                         |             |             |             |             |             |                       |
| 17 avril     | Newmarket    | Royaume-Uni | Craven Stakes                           | Gr. 3       | 1 600 m     | S. Cauthen  | 2e / 5      | cte tête    | Lear Fan              |
| 5 mai        | Newmarket    | Royaume-Uni | 2000 Guineas                            | Gr. 1       | 1 600 m     | S. Cauthen  | 4e / 9      | 9 ½         | El Gran Señor         |
| 3 juin       | Chantilly    | France      | Prix du Jockey Club                     | Gr. 1       | 2 400 m     | A. Lequeux  | 3e / 17     | 2           | Darshaan              |
| 30 juin      | Curragh      | Irlande     | Irish Derby                             | Gr. 1       | 2 400 m     | S. Cauthen  | 2e / 8      | 1           | El Gran Señor         |
| 22 août      | York         | Royaume-Uni | Great Voltigeur Stakes                  | Gr. 3       | 2 400 m     | P. Eddery   | 1er / 7     | 3           | Gold and Ivory        |
| 10 octobre   | Longchamp    | France      | Prix de l'Arc de Triomphe               | Gr. 1       | 2 400 m     | A. Murray   | 20e / 22    |             | Sagace                |
| 1985, 4 ans  |              |             |                                         |             |             |             |             |             |                       |
| 22 mai       | Goodwood     | Royaume-Uni | Clive Graham Stakes                     | Gr. 2       | 1 600 m     | P. Eddery   | 1er / 6     | 2           | Art Edict             |
| 6 juin       | Epsom        | Royaume-Uni | Coronation Cup                          | Gr. 1       | 2 400 m     | P. Eddery   | 1er / 7     | 1 ½         | Old Country           |
| 6 juillet    | Sandown Park | Royaume-Uni | Eclipse Stakes                          | Gr. 1       | 2 000 m     | A. Lequeux  | 2e / 4      | 2           | Pebbles               |
| 27 juillet   | Ascot        | Royaume-Uni | King George VI & Queen Elizabeth II St. | Gr. 1       | 2 400 m     | W. Swinburn | 3e / 12     | 1           | Petoski               |
| 10 octobre   | Longchamp    | France      | Prix de l'Arc de Triomphe               | Gr. 1       | 2 400 m     | P. Eddery   | (1er) / 15  | (enc.)      | Sagace                |

## Au haras
Devenu étalon au haras de son propriétaire-éleveur Khalid Abdullah, Rainbow Quest fait là encore parler de lui, devenant l'un des reproducteurs phare de l'élevage européen.  il a donné près de 100 stakes winners, dont 18 lauréats de groupe 1. Parmi ses meilleurs produits, citons :
- Saumarez : Prix de l'Arc de Triomphe, Grand Prix de Paris
- Quest for Fame : Derby, deux fois 3e de la Breeders' Cup Turf, Hollywood Turf Handicap
- Spectrum : Irish 2000 Guineas, Champion Stakes
- Sakura Laurel : Arima Kinen, Tenno Sho, cheval de l'année au Japon en 1996.
- Croco Rouge : Prix d'Ispahan, Prix Lupin, 2e Prix du Jockey Club, 3e Prix de l'Arc de Triomphe
- Fiji : Eclipse Awards de la meilleure jument sur le turf en 1998
- Sunshack : Coronation Cup, Prix Royal Oak, Critérium de Saint-Cloud
- Raintrap : Prix Royal Oak, Rothman's International, San Juan Capistrano Handicap
- Mais aussi : Millenary (St Leger), Nedawi (St Leger), Knight's Baroness (Irish Oaks), ou encore Sought Out (Prix du Cadran).

Excellent père de mère, sacré tête de liste des pères de mères en Angleterre et en Irlande à deux reprises (2003 et 2004), il figure au pedigree de champion tels que les Derby-winners North Light et Kris Kin, ou le champion international italien Rakti. 
Fort de ces succès, Rainbow Quest a vu ses tarifs grimper jusqu'à £ 50 000. Une saillie de Rainbow Quest coûtait £ 25 000 quand il s'est éteint, en juillet 2007, victime d'une crise de coliques.

## Origines

### Pedigree
| Origines de Rainbow Quest (USA), mâle bai né en 1981 | Origines de Rainbow Quest (USA), mâle bai né en 1981 | Origines de Rainbow Quest (USA), mâle bai né en 1981 | Origines de Rainbow Quest (USA), mâle bai né en 1981 |
| ---------------------------------------------------- | ---------------------------------------------------- | ---------------------------------------------------- | ---------------------------------------------------- |
| Père Blushing Groom                                  | Red God                                              | Nasrullah                                            | Nearco                                               |
| Père Blushing Groom                                  | Red God                                              | Nasrullah                                            | Mumtaz Begun                                         |
| Père Blushing Groom                                  | Red God                                              | Spring Run                                           | Menow                                                |
| Père Blushing Groom                                  | Red God                                              | Spring Run                                           | Boola Brook                                          |
| Père Blushing Groom                                  | Runaway Bride                                        | Wild Risk                                            | Rialto                                               |
| Père Blushing Groom                                  | Runaway Bride                                        | Wild Risk                                            | Wild Violet                                          |
| Père Blushing Groom                                  | Runaway Bride                                        | Aimée                                                | Tudor Minstrel                                       |
| Père Blushing Groom                                  | Runaway Bride                                        | Aimée                                                | Emali                                                |
| Mère I Will Follow                                   | Herbager                                             | Vandale                                              | Plassy                                               |
| Mère I Will Follow                                   | Herbager                                             | Vandale                                              | Vanille                                              |
| Mère I Will Follow                                   | Herbager                                             | Flagette                                             | Escamillo                                            |
| Mère I Will Follow                                   | Herbager                                             | Flagette                                             | Fidgette                                             |
| Mère I Will Follow                                   | Where You Lead                                       | Raise a Native                                       | Native Dancer                                        |
| Mère I Will Follow                                   | Where You Lead                                       | Raise a Native                                       | Raise You                                            |
| Mère I Will Follow                                   | Where You Lead                                       | Noblesse                                             | Mossborough                                          |
| Mère I Will Follow                                   | Where You Lead                                       | Noblesse                                             | Duke's Delight (famille 14-f)                        |